# San José (Costa Rica)
San José Costa Rica fővárosa és egyben legnagyobb városa. Itt található az ország közigazgatási, politikai és gazdasági központja.

## Fekvése
San José az ország földrajzi középpontjában, magas hegyektől övezett medencében, a Torres és Maria Aguilar folyó mentén fekszik.

## Földrajz

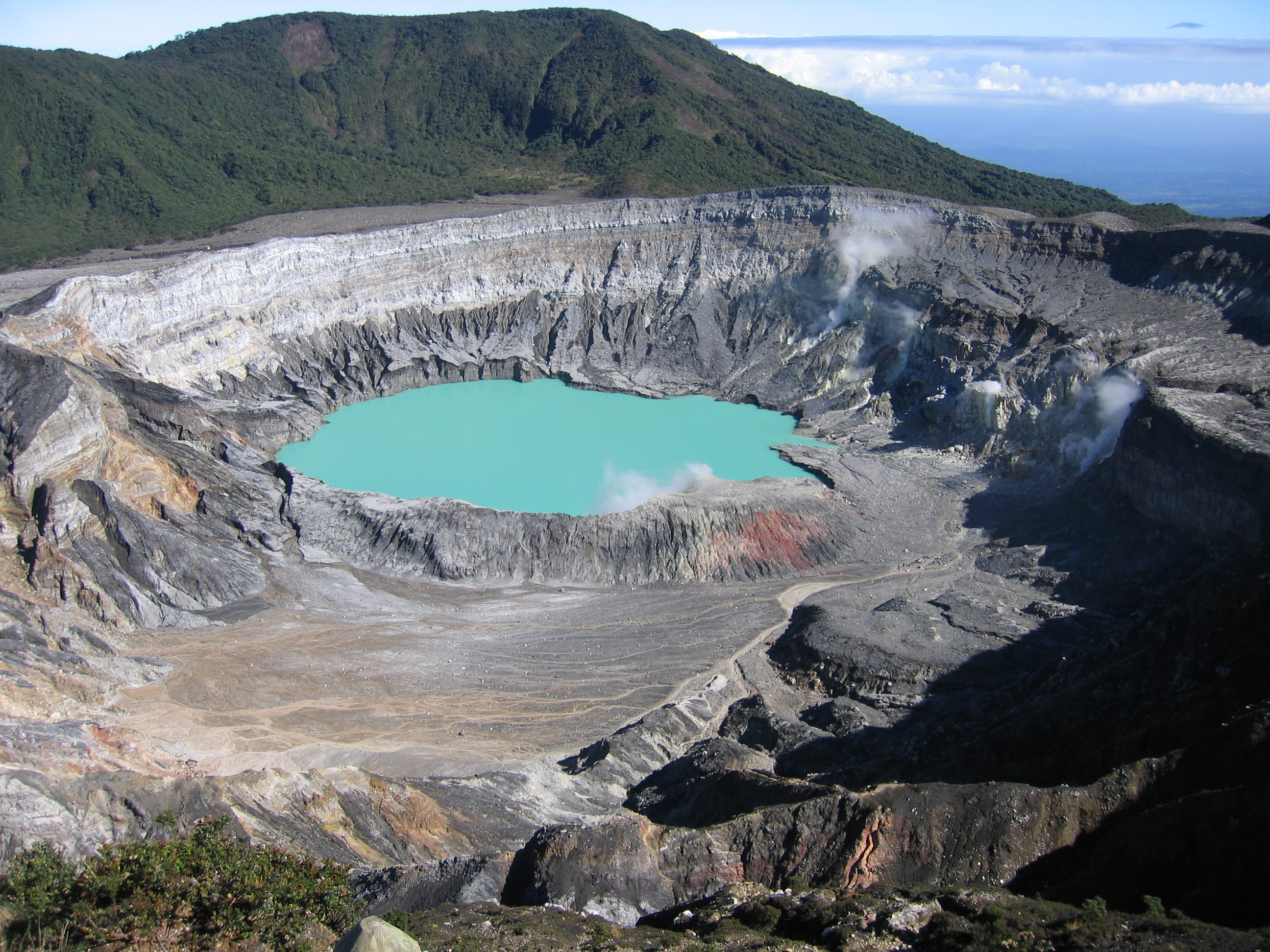
A Poás tűzhányó krátere San José mellett

Az 1000-1200 méter tengerszint feletti magasságban fekvő központi medencét a Meseta Central-t (Valle Central) délről erősen lepusztult erdő borította, idősebb vulkanikus hegyek, az Escazú, Candelaria, Tablazo határolják. Ezek azonban nem veszélyeztetik San Josét.
A várostól északra azonban a Középső-Kordillera vulkánjai, a 2704 méter magasságú Poás, a 2906 m magas Barba és a 3432 méter magasságú Irazú ma is aktívak. 1963-ban például az Irazú szórta tele vulkáni porral a fővárost. A föld kérgében itt törésvonalak húzódnak.

### Éghajlat
San José trópusi övezetben fekszik, éghajlata azonban kifejezetten kellemes, tavaszias, amit 1170 méteres tengerszint feletti magasságának köszönhet.
Az évszakokat leginkább a csapadék eltérő mennyisége különbözteti meg egymástól. Az évi középhőmérséklet 20,4 Celsius-fok. A legmelegebb hónap a május, 21,4 Celsius-fok átlaghőmérsékletével. Leghűvösebb hónap pedig a január 19 Celsius-fok átlaghőmérsékletével. Az 1944 mm tekintélyes csapadékmennyiség 95%-a a májustól novemberig tartó esős évszakban hull le.
| Hónap                         | Jan. | Feb. | Már. | Ápr. | Máj. | Jún. | Júl. | Aug. | Szep. | Okt. | Nov. | Dec. | Év   |
| ----------------------------- | ---- | ---- | ---- | ---- | ---- | ---- | ---- | ---- | ----- | ---- | ---- | ---- | ---- |
| Rekord max. hőmérséklet (°C)  | 30,0 | 31,0 | 32,0 | 31,0 | 31,0 | 33,0 | 28,0 | 29,0 | 30,0  | 29,0 | 28,0 | 30,0 | 33,0 |
| Átlagos max. hőmérséklet (°C) | 26,0 | 26,8 | 27,9 | 28,4 | 27,6 | 27,0 | 26,9 | 27,0 | 26,9  | 26,5 | 26,2 | 25,9 | 26,9 |
| Átlaghőmérséklet (°C)         | 21,8 | 22,2 | 22,8 | 23,0 | 22,2 | 21,7 | 22,0 | 21,8 | 21,3  | 21,2 | 21,6 | 21,8 | 21,9 |
| Átlagos min. hőmérséklet (°C) | 17,8 | 18,0 | 18,1 | 18,8 | 19,0 | 18,9 | 19,0 | 18,8 | 18,2  | 18,2 | 18,6 | 18,3 | 18,5 |
| Rekord min. hőmérséklet (°C)  | 9,0  | 10,0 | 10,0 | 11,0 | 12,0 | 13,0 | 12,0 | 13,0 | 13,0  | 12,0 | 11,0 | 9,0  | 9,0  |
| Átl. csapadékmennyiség (mm)   | 6    | 10   | 14   | 80   | 267  | 280  | 181  | 176  | 355   | 330  | 135  | 33   | 1867 |
| Havi napsütéses órák száma    | 285  | 266  | 282  | 240  | 182  | 144  | 151  | 158  | 147   | 161  | 177  | 244  | 2437 |
| Forrás: HKO, Weatherbase.com  |      |      |      |      |      |      |      |      |       |      |      |      |      |

## Története

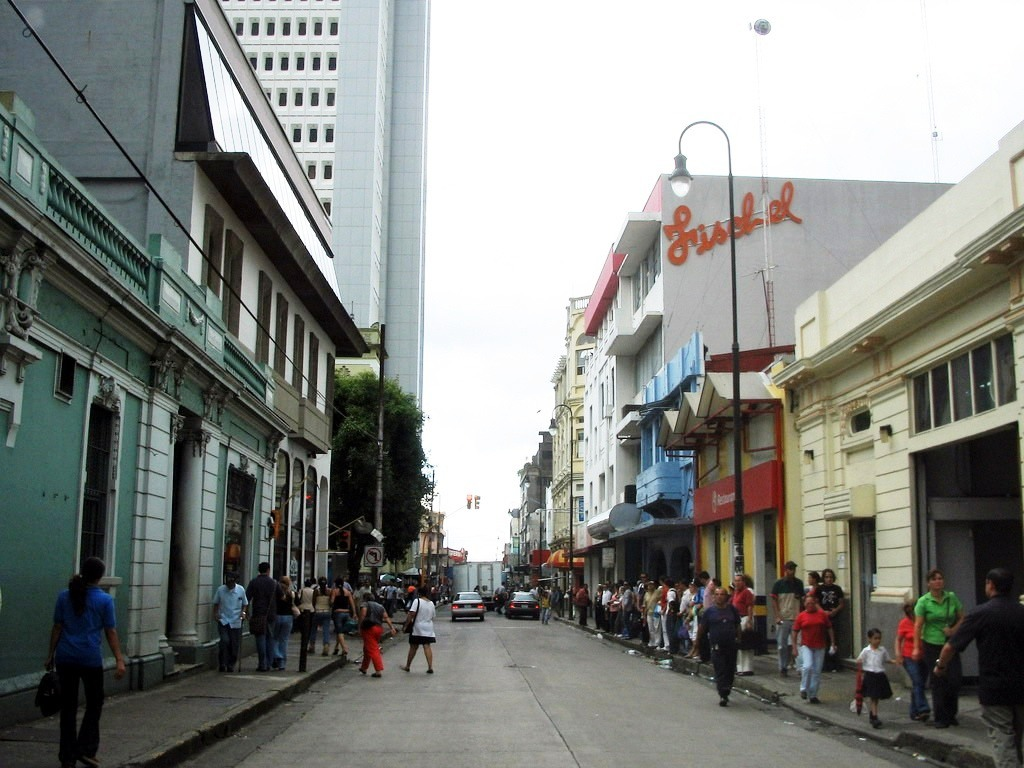
San José, utcarészlet

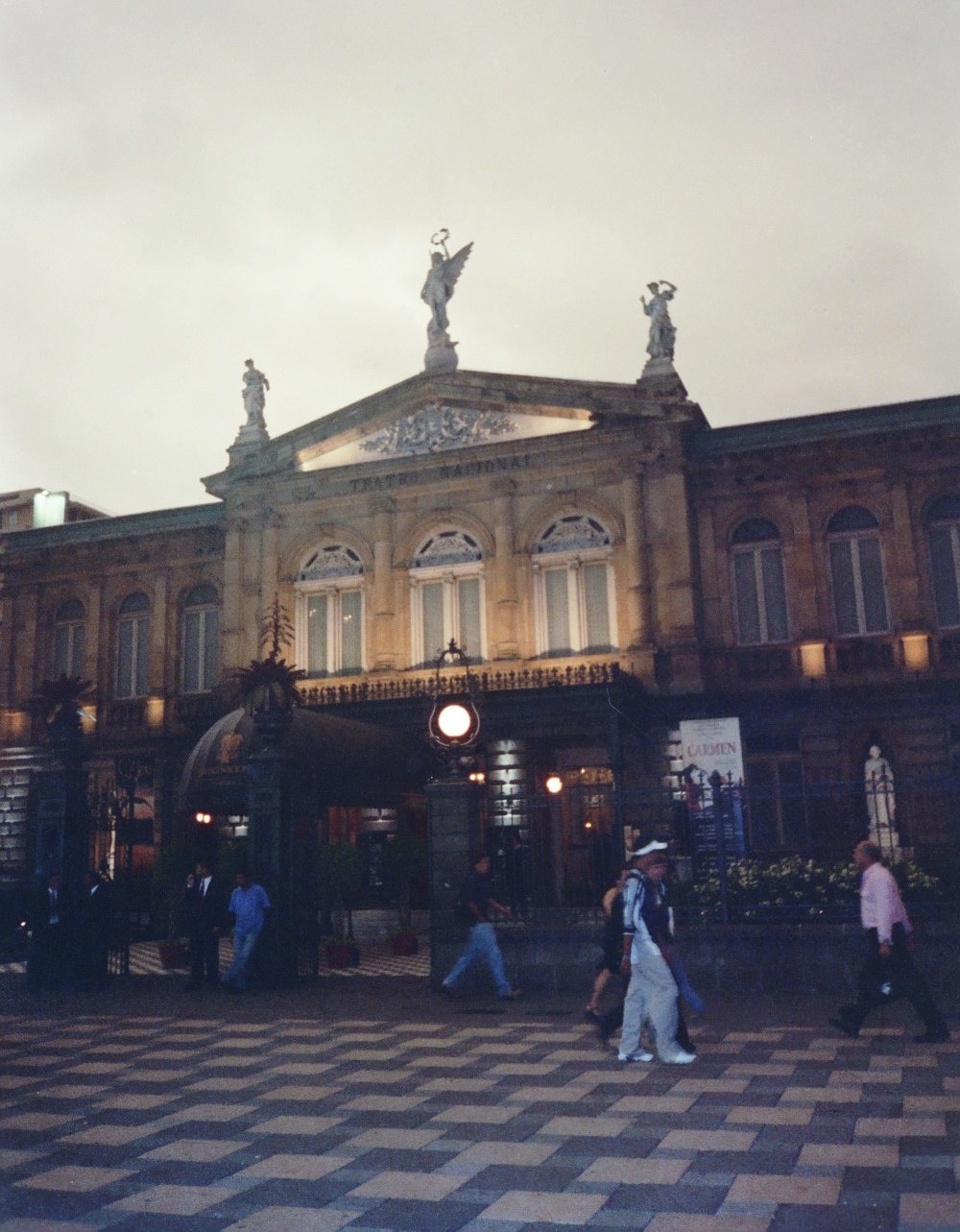
San José, Nemzeti Színház

Kolumbusz 1502-ben, az utolsó útja során jutott el Costa Rica partjához. A spanyolok 1519 és 1540 közötti időkben először a partvidéket foglalták el, a belső területek meghódítására csak a 16. század közepe után indultak expedíciók Juan de Cavallón, illetve Juan Vásquez de Coronado vezetésével.
1563-ban Juian Vásquez de Coronado alapította Cartagót, amely 1823-ig a guatemalai főkapitányság (audencia) Costa Rica tartományának székhelye volt.
A mai főváros egy kis templomnak köszönheti nevét, kezdeti fejlődését pedig Cartago polgármesterének köszönheti: 1737-ben a fővárostól északnyugatra spanyol telepesek Szent József tiszteletére templomot emeltek. 1755-re a templom körül kialakult település már többszörösére bővült, mivel a cartagói polgármester ösztönözte a környező völgyek lakóit a San Joséba való áttelepedésre. A város kedvező földrajzi helyzete következtében hamarosan túlszárnyalta a régebbi alapítású Cartagót.

## Gazdaság
Kávé, kakaó és cukornád-termelése, banánültetvényei, különböző mezőgazdasági terméket feldolgozó üzemei és a vasút kiépítése jótékonyan hatottak fejlődésére. Az ipar az elmúlt évtizedekben sokrétűbbé vált. A város fejlődésének mozgatórugói az ipar és a kereskedelem lettek. Costa Rica ipari termelésének csaknem fele a fővárosra jut.
Hagyományos iparágai a kávé, kakaó és gyümölcsfeldolgozás, malom-, cukor-, hús-, bőr- és textil- és bútoripar, valamint a gépgyártás, műanyag-, festék-, műszál- és gyógyszergyártás. Kőolajfinomítóját Puerto Limóból csővezeték látja el olajjal. Cementműve a terjeszkedő főváros építkezéseit látja el.

## Közlekedés
A pánamerikai autóút mellett fekvő várost vasútvonal köti össze az ország legnagyobb kikötőjével, az atlanti parton fekvő Puerto Limónnal és a csendes óceáni Puntarenas-szal.
A Juan Santamaría nemzetközi repülőtér a várostól 16 km-re északnyugatra fekvő El Cocóban épült. A központtól mindössze 5 km-re északnyugatra lévő Tobías Bolaños nemzetközi repülőtér elsősorban a belföldi járatokat, és a panamai viszonylatot szolgálja ki.

## Oktatás, kultúra
Felsőoktatási intézményei: 1941-ben nyílt meg a Costa Rica-i Egyetem, szabadegyeteme 1977-ben létesült. Van műszaki főiskolája is. Általános iskolái közül talán leghíresebb a Buenaventura Corrales nevű, amely egy 19. század végi, jórészt fémből készült palotában, az Edificio Metálicóban működik.
A városban található a Nemzeti Színház, de van operaháza, múzeuma, könyvtára is.

## Testvérvárosok
- Kfar Saba, Izrael
- Managua, Nicaragua
- Miami, Florida, USA
- San José, Kalifornia, USA
- McAllen, Texas, USA
- Okajama, Japán
- Santiago, Chile